# Jean-Baptiste Komarzewski
Jean-Baptiste Komarzewski, né en 1744 à Varsovie et mort le 1er février 1810 à Paris, est un 	
lieutenant-général et minéralogiste polonais.

## Biographie
Issu d'une famille noble, il naît à Varsovie en 1744.
lieutenant des armées du roi, il est membre des sociétés royale de Londres et littéraire de Varsovie.
Protégé par un des ministres, le roi Stanislas Auguste lui confie plusieurs missions importantes auprès des cours de Russie, d'Allemagne, et de Constantinople. Le roi le décore de l'Aigle Blanc.
Dès lors nommé Lieutenant général des armées, il devient chef des bureaux de la guerre.
Après le partage de la Pologne et sur les conseils du roi, Komarzewski part en Russie. Il côtoie la princesse Catherine II et sera honoré dans l'Ordre de Saint-Alexandre Nevski.
Libéré de ses fonctions politiques et militaires, il reprend ses anciens travaux dans le domaine des sciences et part pour Paris. Il fut alors, entre 1804 et 1810, membre actif et officier du Grand-Orient de France, ami proche du grand hospitalier de l'ordre, Michel Mercadier.
Avec l'aide de Karol de Perthées, colonel-géographe, il dresse une carte de la Pologne inédite qui parait à Paris en 1809.
Il est aussi à l'origine du graphomètre souterrain, instrument qui doit remplacer la boussole dans les mines et qui mesure invariablement direction, inclinaison et distance. L'instrument est adopté en 1803.
D'une notoriété relative, Komarzewski publie en français coup d’œil rapide sur les causes réelles de la décadence de la Pologne (Paris 1806).
Il est enterré au cimetière du Père-Lachaise (25e division).

## Distinctions
Décoré dans :
- Ordre de Saint-Alexandre Nevski
- Ordre de Saint-Stanislas
- Ordre de l'Aigle blanc